# Microsphinx pumilum
Microsphinx là một chi bướm đêm thuộc họ Sphingidae, consisting of one species, Microsphinx pumilum, được tìm thấy ở Nam Phi.
Nó giống loài Sphingonaepiopsis, phía trên cánh trước giống với Sphingonaepiopsis kuldjaensis.